# 31698 Nikolaiortiz
31698 Nikolaiortiz este un asteroid din centura principală de asteroizi.

## Descriere
31698 Nikolaiortiz este un asteroid din centura principală de asteroizi. A fost descoperit pe 10 mai 1999 la Socorro, New Mexico, în cadrul proiectului LINEAR. Asteroidul prezintă o orbită caracterizată de o semiaxă mare de 2,94 ua, o excentricitate de 0,04 și o înclinație de 1,1° în raport cu ecliptica.